# Çağla Akın
Çağla Akın (Istanbul, 19 gennaio 1995) è una pallavolista turca, palleggiatrice del Beşiktaş.

## Carriera

### Club
La carriera di Çağla Akın inizia nel 2009, quando entra a far parte del settore giovanile del VakıfBank GS, dove gioca per un biennio. Promossa in prima squadra, nel frattempo rinominata semplicemente VakıfBank, fa il suo esordio in Voleybol 1. Ligi nella stagione 2011-12. Nel campionato seguente gioca invece in prestito al Beşiktaş.
Nel campionato 2013-14 fa ritorno al VakıfBank, restandovi per un triennio e vincendo due scudetti, la Coppa di Turchia 2013-14, due Supercoppe nazionali e il campionato mondiale per club 2013.
Nella stagione 2016-17 gioca nuovamente in prestito al Beşiktaş. Nella stagione seguente passa al Fenerbahçe, sempre a titolo temporaneo. Nel campionato 2018-19 approda al Galatasaray, firmando un contratto triennale. Dopo un'annata con il Nilüfer, nella stagione 2022-23 si accasa col Türk Hava Yolları, mentre nella stagione seguente fa nuovamente ritorno al Beşiktaş.

### Nazionale
Nel 2011 con nazionale turca under 18 vince la medaglia d'oro al campionato europeo e al campionato mondiale; con la nazionale under 19 conquista invece la medaglia d'oro al campionato europeo 2012.
Nel 2014 fa il suo esordio in nazionale maggiore, vincendo la medaglia d'oro alla European League 2014, mentre un anno dopo vince un altro oro ai I Giochi europei di Baku.
Con la nazionale under 23 vince l'argento al campionato mondiale 2015 e l'oro al campionato mondiale 2017.

## Palmarès

### Club
- Campionato turco: 2

2013-14, 2015-16
- Coppa di Turchia: 1

2013-14
- Supercoppa turca: 2

2013, 2014
- Campionato mondiale per club: 1

2013

### Nazionale (competizioni minori)
- Campionato europeo under 18 2011
- Campionato mondiale under 18 2011
- Campionato europeo under 19 2012
- European League 2014
- Montreux Volley Masters 2015
- Giochi europei 2015
- Campionato mondiale under 23 2015
- Campionato mondiale under 23 2017
- Montreux Volley Masters 2018